# Rumicolca
Rumicolca é um sítio arqueológico do Peru, considerado o portão oriental do vale de Cusco, no Peru.
As construções provavelmente datam da época da Cultura Wari (Huari) e foram posteriormente revestidas com pedras esculpidas e polidas na época dos incas.

## Teorias sobre a origem de Rumicolca

### Folclore
Uma história do folclore de Cusco é a seguinte: o povo Wari habitou a cidade de Pikillaqta. Os Wari eram uma civilização pré-incaica que existia entre 550 e 900 d.C., e são conhecidos como a primeira sociedade de nível estatal na região da serra peruana. Eles também foram os primeiros a criar assentamentos urbanos e em Pikillaqta existia a necessidade de um suprimento constante e grande de água, que não podia ser captada nos arredores. Um dos grandes líderes wari decidiu resolver esse problema criando uma competição. Ele ofereceu sua única filha em casamento ao homem que trouxesse água para Pikillaqta. Dois homens queriam se casar com a filha - um de Cusco e outro de Puno - e, então, os dois começaram a criar planos para levar água para a cidade. No final, o homem de Cusco decidiu construir um grande canal desde a Laguna Huacarpay até Pikillaqta. Para fazer isso, ele precisou atravessar uma grande lacuna e, assim, construiu o primeiro e maior aqueduto do antigo Peru, que ainda hoje existe. Que ficou conhecido como La Portada de Rumicolca. 

### A teoria do portão
Esta teoria sustenta que La Portada foi originalmente construída pelos Wari para servir como um portão para sua área de domínio. Mais tarde, os incas construíram um portão maior no topo das antigas fundações Wari. Este portão foi utilizado como divisa entre os suyus, ou regiões, do Império Inca. Especificamente La Portada era a divisa entre Cusco (a capital) e o Collasuyo ( a região de Puno). Como estava na estrada principal entre essas duas regiões, os viajantes teriam que passar pelo portão e pagar pedágio ao Inca. Esta teoria sugere que o Inca também modificou La Portada para servir como um aqueduto. Essa teoria provavelmente tentou explicar o fato de que grande parte de La Portada ser composta de uma base de pedra rustica Wari envolta por pedras finamente esculpidas do estilo Inca. 

### A teoria do aqueduto
Essa teoria sugere que La Portada foi originalmente construída como um aqueduto pelos Wari. Mais tarde, os incas adotaram o local como parte de seu império e fizeram melhorias na estrutura. Essa é a explicação mais provável, pois o paleo-hidrologista Kenneth Wright afirma que a estrutura original certamente é do tipo Wari, e o canal que corre ao longo de La Portada não parece ser um complemento posterior, mas parte da estrutura original.  Essa teoria não afirma se o local serviu ou não como um portão, mas como está localizada na estrada principal de Cusco, é provável que os viajantes tenham passado por ela. De fato, todo o objetivo de construir o aqueduto pode ter sido o de fornecer água a Pikillaqta sem interromper o fluxo de tráfego ao longo da estrada. 
Algumas pedras nos lados internos da porta têm saliências misteriosas que também aparecem em Pisac e outros monumentos incas. Segundo Victor Angles, é uma forma de escrita ideográfica. 

## Galeria

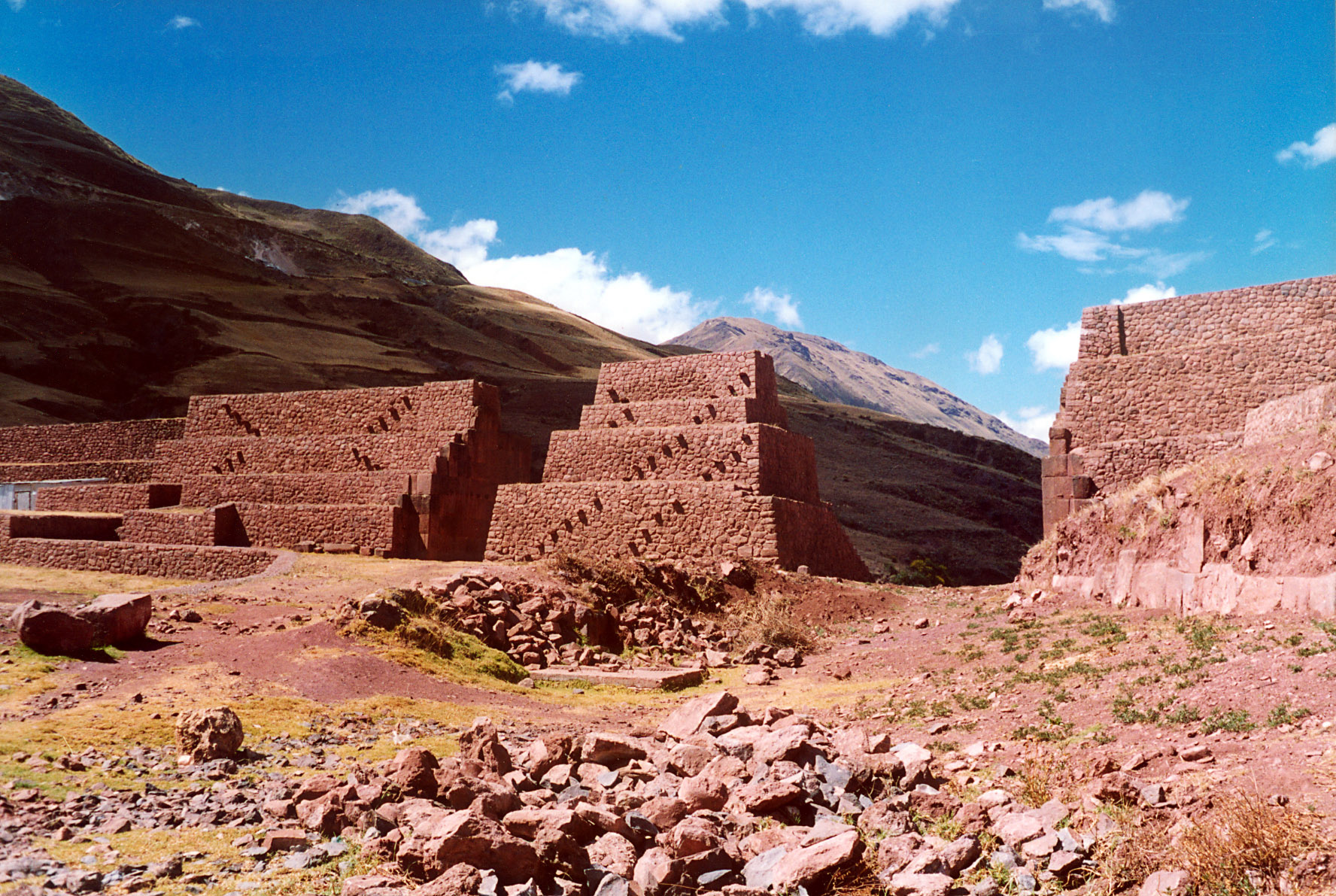
vista frontal
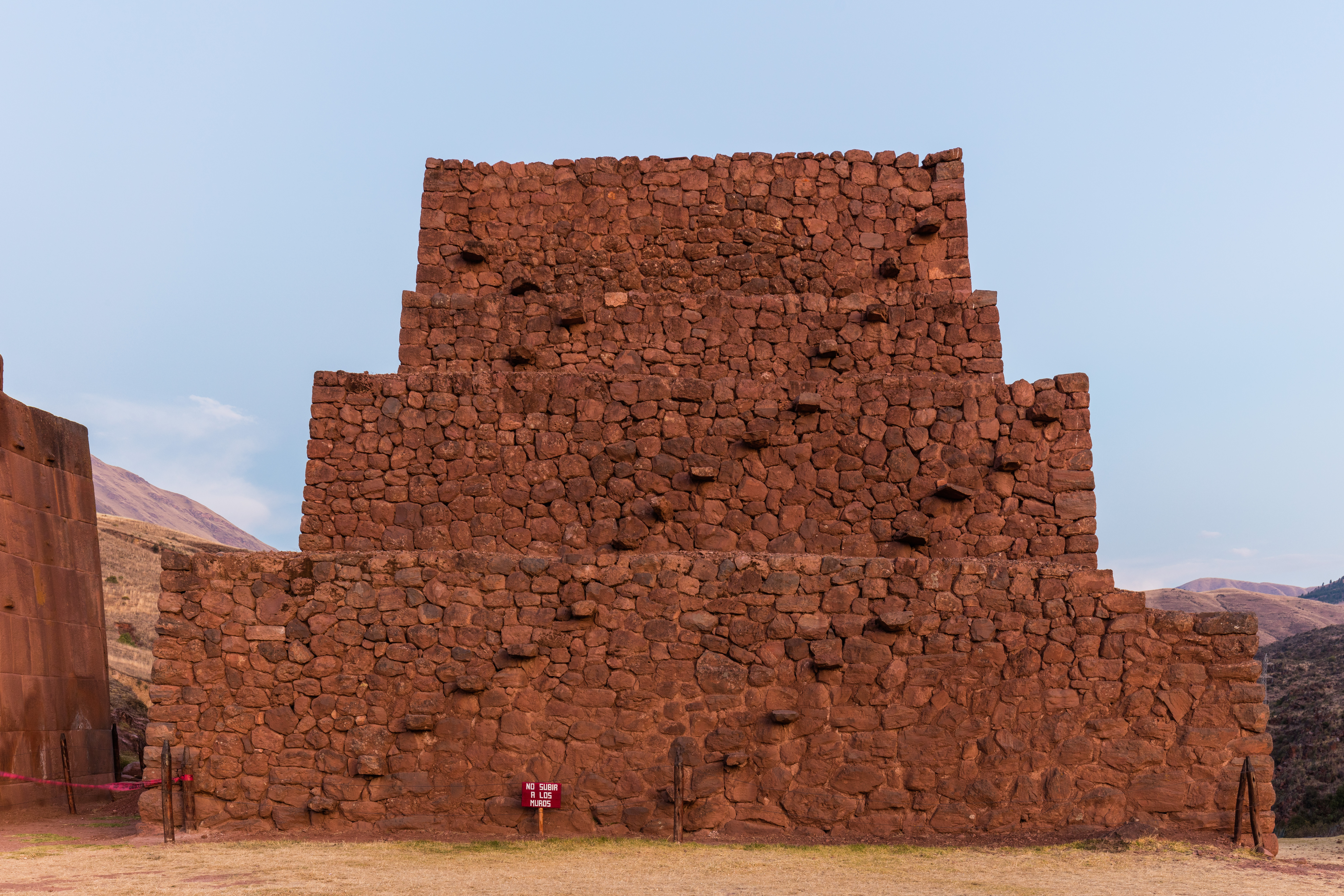
vista lateral
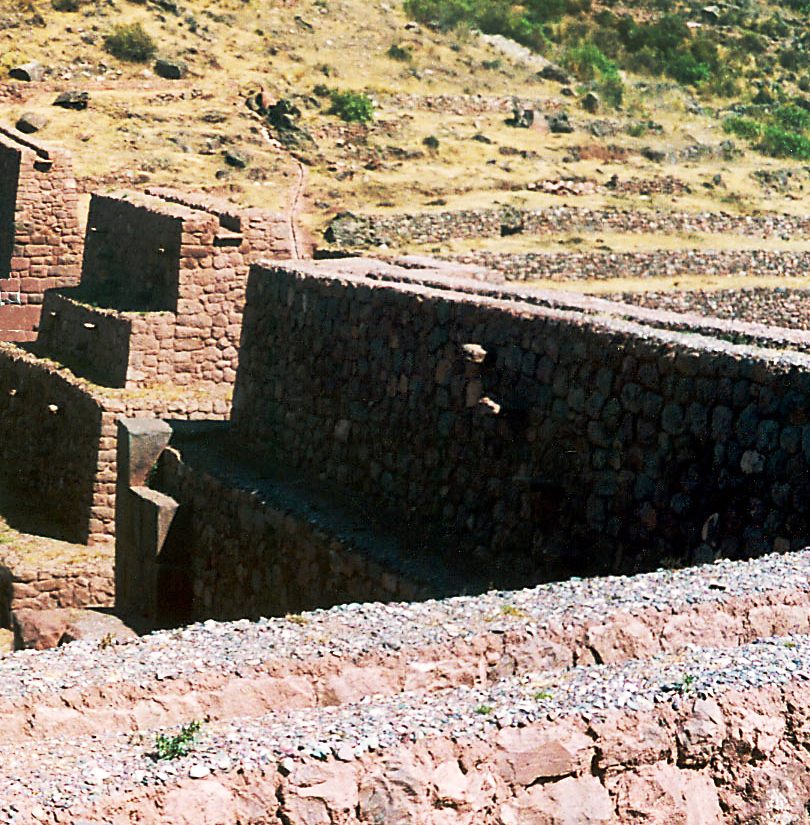
Vista doas ruínas do aqueduto
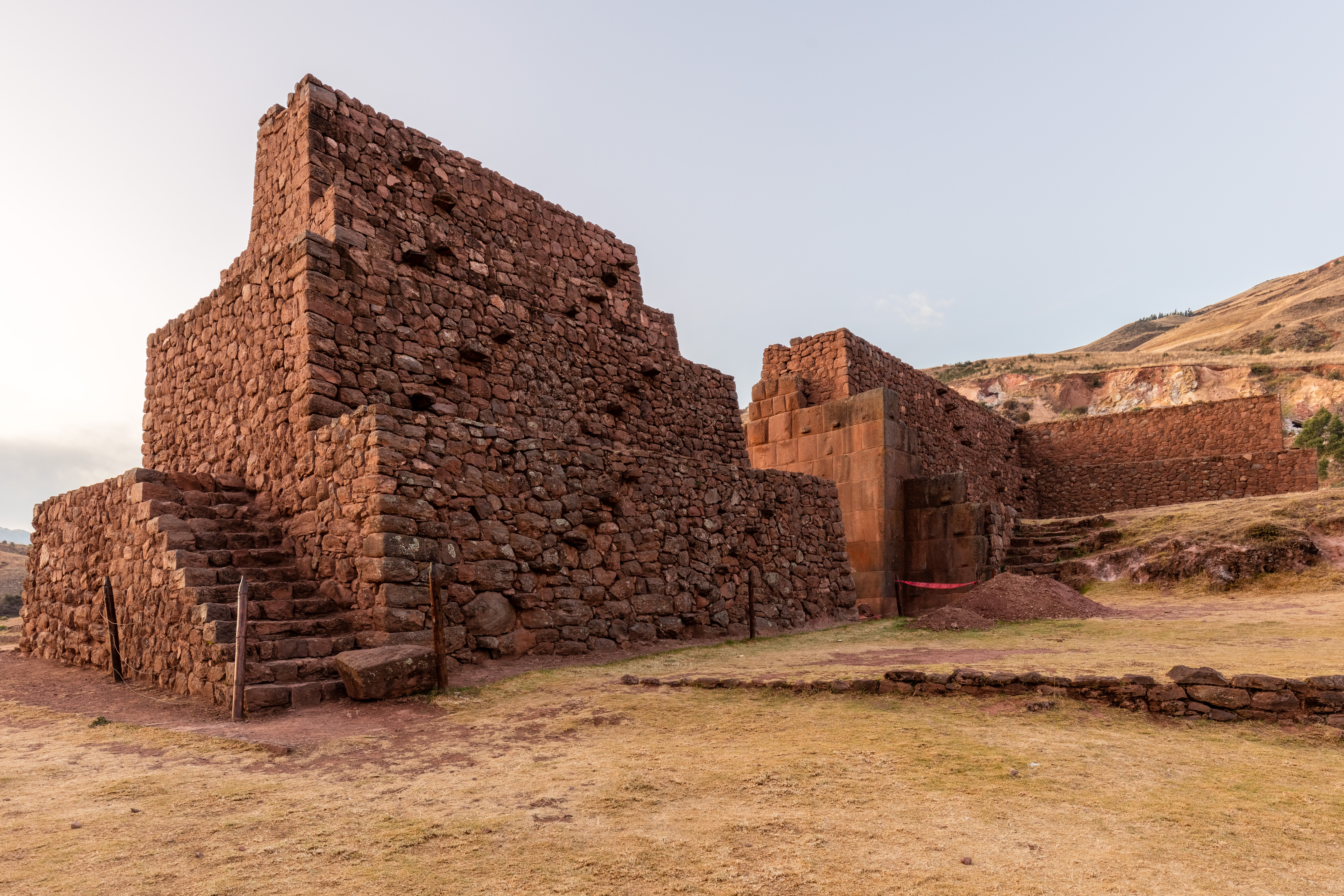
detalhe da escadaria
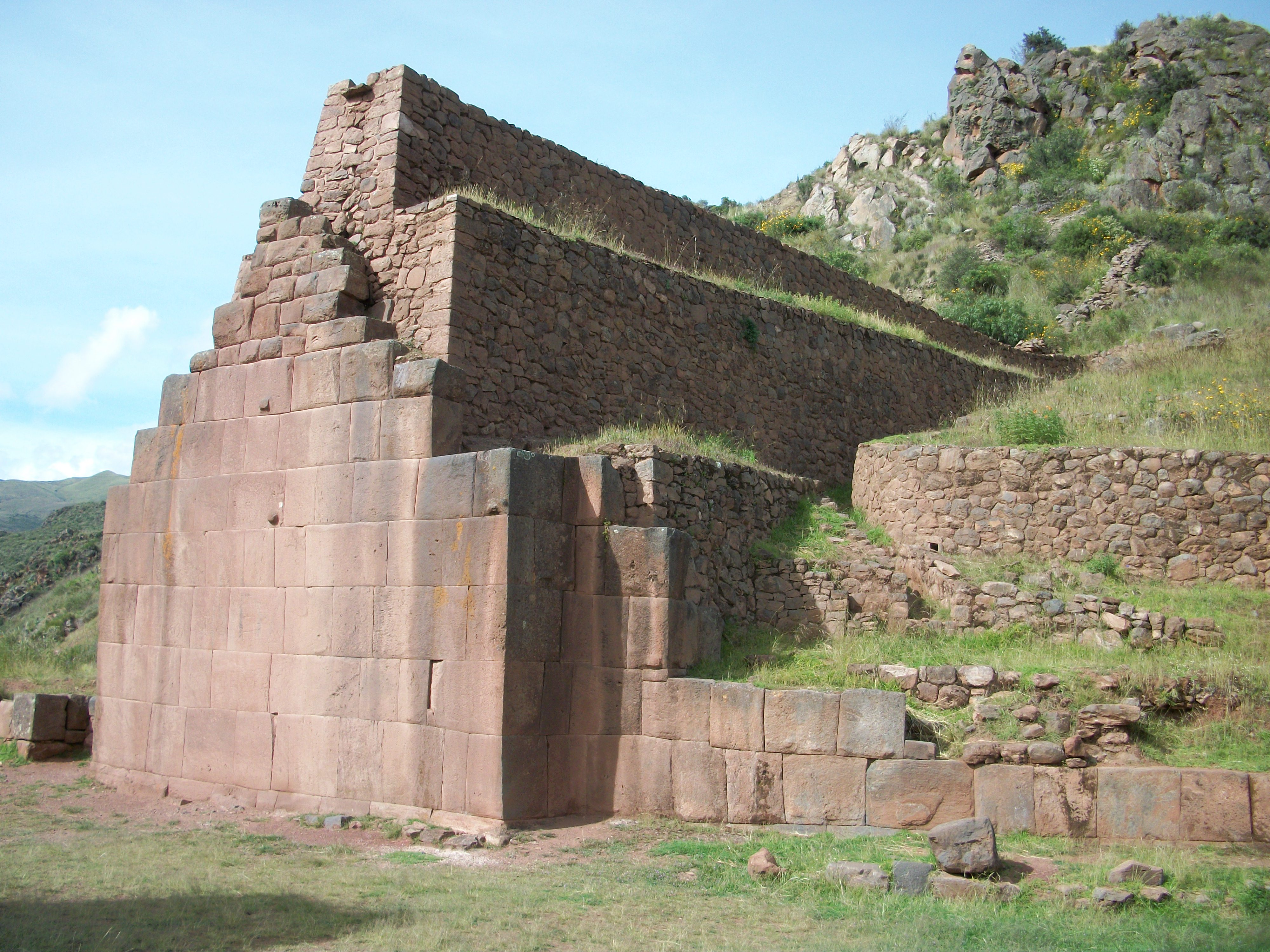
vista da pedra polida inca sobre a pedra bruta Wari.